# Rossbodenstock

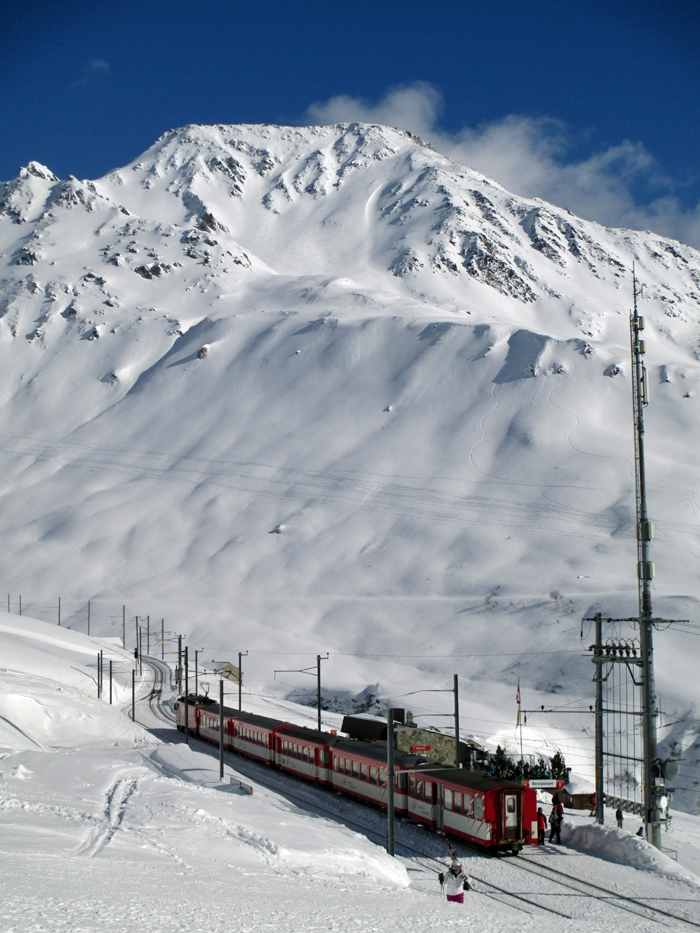
Der Rossbodenstock von Westen beim Nätschen gesehen mit der Oberalpbahn

Der Rossbodenstock ist eine Bergspitze in der Gotthard-Gruppe südlich des Oberalppasses in den Schweizer Alpen. Sein Gipfel liegt auf 2837 m ü. M. auf der Kantonsgrenze zwischen Uri und Graubünden, die sich dort dem Grat entlang von Norden nach Süden erstreckt. Nördlich des Rossbodenstocks liegt der Pazolastock (2739 m ü. M.), im Süden folgen Parlet (2766 m ü. M.), Piz Tuma (2784 m ü. M.) und der Badus (2928 m ü. M.).
Östlich des Grates entspringen die Quellbäche des Rein da Tuma. Im Westen liegt die Unteralp, im Norden die Oberalp. In einer Mulde auf der Ostseite des Rossbodenstocks liegt der Tomasee (2344 m ü. M.).
Der Zustieg erfolgt meist vom Oberalppass über den Pazolastock und den Nordgrat oder über den Tomasee, die Älpetlilücke (2697 m ü. M.) und den Südgrat. Der Berg ist auch bei Skitourengängern beliebt.

## Nachweis
1. 1 2 3  SwissTopo (Karten der Schweiz)